# جوزيف مارشان
جوزيف مارشان (بالفرنسية: Joseph Marchand)‏ هو مبشر فرنسي، ولد في 17 أغسطس 1803 في Passavant, Doubs ‏ في فرنسا، وتوفي في 30 نوفمبر 1835 في مدينة هو تشي منه في فيتنام بسبب إعدام بالسلخ.